# Æthelweard (évêque de Londres)
Pour les articles homonymes, voir Æthelweard.
Æthelweard est un prélat anglais du début du Xe siècle. Il est évêque de Londres à une date inconnue entre 909 et 926.

## Biographie
Seules les listes épiscopales attestent l'existence d'Æthelweard et de son successeur Leofstan.